# NGC 2006
NGC 2006 est un amas ouvert situé dans la constellation de la Dorade. Cet amas est situé dans le Grand Nuage de Magellan. Il a été découvert par l'astronome britannique John Herschel en 1834.